# Diachlorus flavitaenia
Diachlorus flavitaenia är en tvåvingeart som beskrevs av Lutz 1913. Diachlorus flavitaenia ingår i släktet Diachlorus och familjen bromsar. Inga underarter finns listade i Catalogue of Life.